# Ferdinand von Bischoffwerder
Hans Rudolf Wilhelm Ferdinand von Bischoffwerder (* 9. Juli 1795 in Marquardt; † 24. Mai 1858 ebenda) war ein preußischer Generalleutnant und Kommandeur der 11. Kavallerie-Brigade.

## Leben

### Herkunft
Seine Eltern waren der General Hans Rudolf von Bischoffwerder und dessen zweite Ehefrau Wilhelmine Katharine, geborene von Tarrach (1757–1833).

### Militärkarriere
Bischoffwerder besuchte ab dem 2. September 1803 die Ritterakademie in Brandenburg an der Havel. Am 11. April 1812 trat er in das Regiment der Gardes du Corps der Preußischen Armee ein und avancierte dort bis 19. September 1813 zum Sekondeleutnant. Während der Befreiungskriege kämpfte Bischoffwerder in den Schlachten bei Großgörschen, Bautzen, Dresden, Paris und auch im Gefecht bei Haynau.
Nach dem Krieg wurde er am 24. Mai 1817 Premierleutnant und stieg bis Mitte 19. März 1821 zum Rittmeister und Kompaniechef auf. Am 17. April 1831 folgte seine Ernennung zum Chef der 2. Eskadron. In dieser Stellung wurde Bischoffwerder am 7. April 1835 Major und erhielt 1838 den russischen Sankt-Stanislaus-Orden. Am 25. April 1839 wurde er etatsmäßiger Stabsoffizier und am 17. September 1843 mit dem Roten Adlerorden IV. Klasse ausgezeichnet. Am 30. März 1844 wurde er zum Oberstleutnant befördert und mit der Führung des Garde-Kürassier-Regiments beauftragt. Am 14. Januar 1845 erhielt Bischoffwerder seine Ernennung zum Regimentskommandeur. In dieser Eigenschaft am 27. März 1847 zum Oberst befördert, folgte am 14. Oktober 1848 seine Versetzung als Kommandeur zur 11. Kavallerie-Brigade und am 24. Oktober 1848 wurde er dem Garde-Kürassier-Regiment aggregiert. Am 23. Februar 1852 wurde er zum Generalmajor befördert und am 17. Juni 1852 mit dem Roten Adlerorden II. Klasse mit Eichenlaub ausgezeichnet. Unter Verleihung des Charakters eines Generalleutnants erhielt Bischoffwerder am 26. Juni 1856 seinen Abschied mit der gesetzlichen Pension. Am 12. Januar 1858 wurde er mit Pension zur Disposition gestellt. Er starb am 24. Mai 1858 auf Schloss Marquardt bei Berlin.

### Familie
Bischoffwerder heiratete Adeline Auguste von Schlabrendorff (1792–1858). Das Paar hatte zwei Töchter:
- Caroline (1822–1905) ⚭ Lothar von Lyncker (1809–1864), preußischer Generalmajor[2]
- Anna (Pauline) (1837–1876) ⚭ Ferdinand von Damnitz (1829–1896)